# Las aventuras de Emily y Alexander
Las aventuras de Emily y Alexander en inglés como (The Country Mouse and the City Mouse Adventures) es una serie de televisión animada francesa-canadiense, se emitió por primera vez en los Estados Unidos por HBO (que también proporcionó fondos para el desarrollo de la serie) a partir del 1 de marzo de 1998 hasta el 27 de octubre de 1999. La serie se estrenó en Francia el France 3 el 27 de marzo de 1998.

## Argumento y base
El programa sigue las aventuras de dos primos ratones, Alexander de la ciudad y Emily del campo, quienes emprenden aventuras alrededor del mundo a fines del siglo XIX y principios del XX, generalmente para ayudar a sus primos, resolver un misterio o detener el mal. rata, No-Cola No-Goodnik.
Los dos personajes principales aparecieron originalmente en el especial de televisión de 1993 The Country Mouse and the City Mouse: A Christmas Tale , que fue producido por Michael Sporn Animation para HBO y Random House. Basado libremente en la fábula clásica de Esopo, el especial de televisión también se adaptó a un libro en 1994, titulado The Country Mouse and the City Mouse: Christmas Is Where the Heart Is . Pero los personajes fueron modificados para la serie Cinar.

## Personajes principales
- Emily (con la voz de Julie Burroughs) es una ratona de campo estadounidense que es prima de Alexander. Lleva un vestido rojo con un delantal blanco y un sombrero de paja con una cinta roja atada con un lazo alrededor.
- Alexander (con la voz de Terrence Scammell) es un ratón de ciudad macho británico-estadounidense . Viste un traje azul y un sombrero a juego con una pajarita roja y es primo de Emily.
- No-Tail No-Goodnik (con la voz de Rick Jones) es un ladrón de ratas con la cola cortada. Va a algunos países y, a menudo, usa colas falsas cuando cumple con su deber, como disfrazarse.

## Producción
The Country Mouse and the City Mouse Adventures se produjo inicialmente como una serie de 26 episodiosseries  con un costo de 9 millones de dólares. Socios de producción Ravensburger de Alemania ; Reader's Digest en los EE. UU.; y CINAR (más tarde Cookie Jar Group), que aportó US$6 millones para la financiación del proyecto original.
Los personajes principales del programa se presentaron por primera vez en el especial de HBO de 1993, The Country Mouse and the City Mouse: A Christmas Tale. Se basó libremente en la fábula clásica de Esopo.

## Emisión y medios domésticos
The Country Mouse and the City Mouse Adventures se emitió por primera vez en los Estados Unidos por HBO (que también proporcionó fondos para el desarrollo de la serie) en los Estados Unidos desde el 1 de marzo de 1998 hasta el 27 de octubre de 1999. Hasta el 31 de diciembre de 2004, la cadena hermana de HBO, HBO Family, transmitió repeticiones del programa. El programa se estrenó en Francia en France 3 el 27 de marzo de 1998. Posteriormente, también se emitió en Canal J.
En Canadá, se emitió por primera vez en TVOntario en otoño de 1997. Además, se emitió en YTV en 1999.
Las repeticiones del programa se transmitieron en el bloque Cookie Jar Toons en This TV hasta el 23 de septiembre de 2011 y las mañanas en Irlanda en The Den de RTÉ Two , normalmente a las 7:15 a. m . Sin embargo, todas las referencias a CINAR en estas transmisiones han sido reemplazadas por Las referencias de Cookie Jar, pero cuando Netflix comenzó a transmitir las temporadas 1 y 2 en su servicio de transmisión "ver al instante" el 29 de febrero de 2012, todas las referencias de CINAR se restauraron. Anteriormente se emitió en Light TV (ahora como TheGrio ) desde el 22 de diciembre de 2016 hasta el 2 de octubre de 2020.
Reader's Digest lanzó la primera temporada solo en VHS y DVD en Estados Unidos, Reino Unido, Irlanda, Francia, Alemania, Finlandia y Australia.
Direct Source lanzó cada cuatro episodios en dos volúmenes de DVD de la segunda temporada del programa el 27 de febrero de 2007. La temporada 1 también está disponible en iTunes .
Mill Creek Entertainment lanzó The Country Mouse and the City Mouse Adventures - 26 Mice Tales Around The World el 4 de agosto de 2015 en DVD para la Región 1.  Esta colección de 2 discos presenta los 26 episodios de la segunda temporada en DVD para la primera vez
A partir de 2022, la serie completa está disponible para transmitir de forma gratuita en Tubi.